# Vollbahn
Vollbahn und Volleisenbahn sind Fachbegriffe zur Bezeichnung von Eisenbahnen, die weder Straßenbahnen noch Kleinbahnen sind. Der Begriff wird auch als Abgrenzung gegenüber dem Begriff der Kleinbahn (Preußisches Kleinbahngesetz), ähnlich einer Lokalbahn, verwendet. Er weist darauf hin, dass die Eisenbahn keine baulichen Einschränkungen bezüglich dem Betrieb mit hohen Achslasten und hohen Geschwindigkeiten aufweist. In der europäischen Norm DIN EN 17343:2021-03, Bahnanwendungen – Allgemeine Begriffe wird ein Vollbahnsystem als konventionelles Bahnsystem zum Verkehr zwischen Regionen oder Ländern bezeichnet.
Beispielsweise war 1895 die Bahnstrecke Meckenbeuren–Tettnang als erste Lokalbahn Europas elektrifiziert, und 1899 fuhr die Burgdorf-Thun-Bahn als erste Vollbahn Europas elektrisch,
während die erste elektrische Straßenbahn, die Straßenbahn Groß-Lichterfelde, schon 1881 ihren Betrieb aufgenommen hatte.